# 7496 Miroslavholub
7496 Miroslavholub (1995 WN6) là một tiểu hành tinh vành đai chính được phát hiện ngày 27 tháng 11 năm 1995 bởi M. Tichy ở Klet. Nó được đặt theo tên Miroslav Holub, a Czech immunologist, poet và essayist. 